# Athlītikos Syllogos Arīs Thessalonikīs 2018-2019

## Stagione
La stagione si apre con la vittoria esterna per 3-0 sul campo del Lamia. Il 21 ottobre, in occasione del derby di Salonicco, l'Aris perde in casa 1-2 contro il PAOK. Il 12 novembre viene ufficializzato l'esonero dell'allenatore spagnolo Paco Herrera e in sua vece viene nominato Savvas Pantelidis. Il 20 dicembre, con la sconfitta per 3-2 contro l'Ergotelīs (squadra di Football League), l'Aris viene eliminato dalla Coppa di Grecia. Il 15 maggio, con la vittoria per 7-2 sullo Xanthī, l'Aris consolida il quinto posto e si qualifica ai turni preliminari di UEFA Europa League 2019-2020.

## Maglie e sponsor
Lo sponsor tecnico per la stagione 2018-2019 è Nike.
|  | Casa |  | Trasferta |  | Terza maglia |

## Rosa
Rosa e numerazione tratte dal sito ufficiale.
| N. |                       | Ruolo | Calciatore                    |
| -- | --------------------- | ----- | ----------------------------- |
| 1  | Grecia (bandiera)     | P     | Alexandros Anagnostopoulos    |
| 2  | Grecia (bandiera)     | D     | Dīmītrīs Kōnstantinidīs       |
| 3  | Portogallo (bandiera) | D     | Hugo Sousa                    |
| 5  | Grecia (bandiera)     | D     | Geōrgios Delīzīsīs (capitano) |
| 6  | Albania (bandiera)    | C     | Migjen Basha                  |
| 7  | Francia (bandiera)    | A     | Nicolas Diguiny               |
| 8  | Grecia (bandiera)     | C     | Lefteris Intzoglou            |
| 9  | Grecia (bandiera)     | A     | Thōmas Nazlidīs               |
| 9  | Argentina (bandiera)  | C     | Martín Tonso                  |
| 10 | Argentina (bandiera)  | C     | Nicolás Colazo                |
| 10 | Svezia (bandiera)     | A     | Daniel Larsson                |
| 11 | Argentina (bandiera)  | C     | Mateo García                  |
| 12 | Grecia (bandiera)     | C     | Charalampos Stampoulidis      |
| 14 | Grecia (bandiera)     | C     | Babis Pavlidis                |
| 15 | Grecia (bandiera)     | D     | Giorgos Valerianos            |
| 17 | Portogallo (bandiera) | A     | Bruno Gama                    |
| 18 | Argentina (bandiera)  | A     | Nicolás Martínez              |
| 19 | Grecia (bandiera)     | A     | Dimitris Diamantopoulos       |
| 20 | Grecia (bandiera)     | C     | Dīmītrīs Anakoglou            |

| N. |                      | Ruolo | Calciatore          |
| -- | -------------------- | ----- | ------------------- |
| 21 | Tunisia (bandiera)   | A     | Hamza Younés        |
| 22 | Grecia (bandiera)    | P     | Geōrgios Kantimirīs |
| 23 | Spagna (bandiera)    | P     | Julián Cuesta       |
| 26 | Spagna (bandiera)    | C     | Javier Matilla      |
| 27 | Grecia (bandiera)    | D     | Manōlīs Tzanakakīs  |
| 28 | Brasile (bandiera)   | C     | Pedro Vitor         |
| 28 | Grecia (bandiera)    | C     | Giannīs Fetfatzidīs |
| 31 | Spagna (bandiera)    | D     | Álex Menéndez       |
| 32 | Grecia (bandiera)    | C     | Manōlīs Siōpīs      |
| 33 | Albania (bandiera)   | D     | Mërgim Mavraj       |
| 38 | Grecia (bandiera)    | D     | Petros Mpagkalianīs |
| 39 | Grecia (bandiera)    | C     | Paraskevas Kallidis |
| 40 | Grecia (bandiera)    | A     | Petros Bagkalianis  |
| 44 | Spagna (bandiera)    | D     | Fran Vélez          |
| 69 | Ungheria (bandiera)  | D     | Mihály Korhut       |
| 84 | Grecia (bandiera)    | A     | Andreas Stamatis    |
| 88 | Grecia (bandiera)    | C     | Kyriakos Savvidīs   |
| 92 | Mauritius (bandiera) | D     | Lindsay Rose        |

## Risultati

### Souper Ligka Ellada

#### Girone di andata
| Arbitro: | Diamantopoulos |

|  |           |                                      |
|  | Marcatori | 53’ Diguiny 70’ Mateo 78’ Bruno Gama |

| Arbitro: | Tzovaras |

|                          |           |  |
| Hamza Y. 72’ Diguiny 75’ | Marcatori |  |

| Arbitro: | Tassis |

|                               |           |  |
| Hamza Y. 22’ (rig.) Mateo 57’ | Marcatori |  |

| Arbitro: | Gratsanis |

|                      |           |  |
| Delīzīsīs 65’ (aut.) | Marcatori |  |

| Arbitro: | Koubarakis |

|                                 |           |  |
| Hamza Y. 87’ (rig.) Mateo 90+3’ | Marcatori |  |

| Arbitro: | Kominis |

|               |           |  |
| Domingues 41’ | Marcatori |  |

| Arbitro: | Doveri |

|          |           |                          |
| Mateo 2’ | Marcatori | 36’ (rig.), 84’ Prijović |

| Arbitro: | Tzilos |

|                                   |           |  |
| Boyé 5’ Ponce 56’, 62’ Livaja 72’ | Marcatori |  |

| Arbitro: | Sidīropoulos |

|  |           |          |
|  | Marcatori | 67’ Koka |

| Arbitro: | Kotsanis |

|             |           |                         |
| Triadīs 45’ | Marcatori | 1’ Mateo 69’ Bruno Gama |

| Arbitro: | Tzilos |

|           |           |                       |
| Sassi 75’ | Marcatori | 90+3’, 90+4’ Hamza Y. |

| Arbitro: | Tzovaras |

|                     |           |                              |
| Hamza Y. 15’ (rig.) | Marcatori | 90+3’ (rig.) Chatzīgiovannīs |

| Arbitro: | Koutsiaftis |

|                                               |           |                                         |
| Sakic 16’ Koulourīs 59’, 90+2’ N'Sikulu 90+4’ | Marcatori | 89’ Konstantinidis 90+3’ Diamantopoulos |

| Arbitro: | Evangelou |

|             |           |                             |
| Diguiny 71’ | Marcatori | 63’ Malis 74’ (rig.) Lucero |

| Arbitro: | Tassis |

|  |           |           |
|  | Marcatori | 37’ Mateo |

#### Girone di ritorno
| Arbitro: | Manouhos |

|               |           |  |
| Matilla 90+2’ | Marcatori |  |

| Larissa 20 gennaio 2019, ore 16:15 CET 17ª giornata | Larissa  | 0 – 0 referto | Arīs Salonicco | AEL FC Arena (2 569 spett.)\| Arbitro: \| Fotiadis \| |
| Arbitro:                                            | Fotiadis |               |                |                                                       |

| Arbitro: | Sezos |

|               |           |  |
| Markovski 38’ | Marcatori |  |

| Arbitro: | Koubarakis |

|           |           |  |
| Mateo 77’ | Marcatori |  |

| Arbitro: | Manouhos |

|  |           |                                    |
|  | Marcatori | 9’ Larsson 23’ Diguiny 45+1’ Mateo |

| Arbitro: | Koutsiaftis |

|             |           |               |
| Matilla 48’ | Marcatori | 56’ Tsiloulīs |

| Arbitro: | Hansen |

|               |           |                |
| Vieirinha 39’ | Marcatori | 85’ Fran Vélez |

| Arbitro: | Diamantopoulos |

|                      |           |  |
| Larsson 32’ Rose 69’ | Marcatori |  |

| Arbitro: | Sidīropoulos |

|                                            |           |              |
| Masouras 27’ Podence 35’, 75’ Guerrero 90’ | Marcatori | 74’ Martínez |

| Arbitro: | Labrou |

|                                                               |           |  |
| Diguiny 8’ (rig.), 63’ Tonso 54’ Hamza Y. 81’ Fetfatzidīs 86’ | Marcatori |  |

| Arbitro: | Sezos |

|                                     |           |                 |
| Rose 75’ Matilla 89’ Martínez 90+4’ | Marcatori | 24’ Ricardo Vaz |

| Arbitro: | Skoulas |

|                     |           |  |
| Dōnīs 63’ Insúa 74’ | Marcatori |  |

| Arbitro: | Diamantopoulos |

|  |           |                            |
|  | Marcatori | 17’ Manousos 36’ Koulourīs |

| Arbitro: | Fotiadis |

|               |           |                           |
| F. Duarte 47’ | Marcatori | 22’ Martínez 86’ Hamza Y. |

| Arbitro: | Tassis |

|                                                                  |           |                                  |
| Hamza Y. 27’ Mateo 33’, 82’ Diguiny 69’, 79’ Siōpīs 90+5’ (rig.) | Marcatori | 15’ (rig.) Castro 50’ Đuričković |

### Coppa di Grecia

#### Fase a gironi
| Arbitro: | Sidīropoulos |

|                   |           |             |
| Pelkas 25’ (rig.) | Marcatori | 45+2’ Mateo |

| Arbitro: | Basilis |

|                         |           |               |
| Diamantopoulos 67’, 77’ | Marcatori | A. Chanti 90’ |

| Arbitro: | Sezos |

|                                        |           |                         |
| Bourselis 44’ Iatroudis 50’ Efford 53’ | Marcatori | 57’, 74’ (rig.) Diguiny |

## Statistiche

### Statistiche di squadra
| Competizione        | Punti | In casa | In casa | In casa | In casa | In casa | In casa | In trasferta | In trasferta | In trasferta | In trasferta | In trasferta | In trasferta | Totale | Totale | Totale | Totale | Totale | Totale | DR  |
| Competizione        | Punti | G       | V       | N       | P       | Gf      | Gs      | G            | V            | N            | P            | Gf           | Gs           | G      | V      | N      | P      | Gf     | Gs     | DR  |
| ------------------- | ----- | ------- | ------- | ------- | ------- | ------- | ------- | ------------ | ------------ | ------------ | ------------ | ------------ | ------------ | ------ | ------ | ------ | ------ | ------ | ------ | --- |
| Souper Ligka Ellada | 49    | 15      | 9       | 2       | 4       | 29      | 12      | 15           | 6            | 2            | 7            | 17           | 21           | 30     | 15     | 4      | 11     | 46     | 33     | +13 |
| Coppa di Grecia     | 4     | 1       | 1       | 0       | 0       | 2       | 1       | 2            | 0            | 1            | 1            | 3            | 4            | 3      | 1      | 1      | 1      | 5      | 5      | 0   |
| Totale              | 53    | 16      | 10      | 2       | 4       | 31      | 13      | 17           | 6            | 3            | 8            | 20           | 25           | 33     | 16     | 5      | 12     | 51     | 38     | +13 |

### Andamento in campionato
| Giornata  | 1 | 2 | 3 | 4 | 5 | 6 | 7 | 8 | 9 | 10 | 11 | 12 | 13 | 14 | 15 | 16 | 17 | 18 | 19 | 20 | 21 | 22 | 23 | 24 | 25 | 26 | 27 | 28 | 29 | 30 |
| --------- | - | - | - | - | - | - | - | - | - | -- | -- | -- | -- | -- | -- | -- | -- | -- | -- | -- | -- | -- | -- | -- | -- | -- | -- | -- | -- | -- |
| Luogo     | T | C | T | C | T | C | T | C | T | C  | T  | C  | T  | T  | C  | T  | C  | C  | T  | C  | T  | C  | T  | C  | T  | C  | T  | C  | T  | C  |
| Risultato | V | V | V | P | V | P | P | P | P | V  | V  | N  | P  | P  | V  | V  | N  | P  | V  | V  | N  | N  | V  | P  | V  | V  | P  | P  | V  | V  |
| Posizione | 1 | 2 | 3 | 4 | 4 | 5 | 6 | 7 | 7 | 7  | 5  | 6  | 6  | 7  | 6  | 7  | 6  | 8  | 5  | 5  | 5  | 5  | 5  | 5  | 5  | 5  | 5  | 5  | 5  | 5  |

Legenda:

Luogo: C = Casa; T = Trasferta. Risultato: V = Vittoria; N = Pareggio; P = Sconfitta.